# Rossum
Rossum je český technologický startup využívající umělou inteligenci pro zlepšení komunikace napříč společnostmi díky efektivní extrakci dat z digitálních dokumentů. V roce 2022 získal investici ve výši 100 milionů dolarů. Název společnosti je inspirován dílem Karla Čapka Rossumovi univerzální roboti.

## Historie
Firma byla vytvořena v roce 2017 Tomášem Gogárem, Tomášem Tunysem a Petrem Baudišem, studenty doktorského studia umělé inteligence na Fakultě elektrotechnické ČVUT. V roce 2017 do ní investoval Miton. V roce 2018 byla veřejně spuštěna služba Elis, platforma pro vytěžování dat z dokumentů za použití umělé inteligence. 
V roce 2019 získal Rossum v rámci seedového kola investici ve výši 3,5 milionů dolarů. V roce 2021 následovala series A investice ve výši 100 milionů dolarů. Hodnota společnosti se odhaduje mezi půl miliardou a miliardou dolarů.